# Felix Holzhacker
Felix Holzhacker (* 19. Juni 2002) ist ein österreichischer Fußballspieler.

## Karriere
Holzhacker begann seine Karriere beim Wiener Sportklub. Zur Saison 2016/17 wechselte er in die Akademie des SK Rapid Wien, in der er bis 2020 sämtliche Altersstufen durchlief. Zur Saison 2020/21 rückte er in den Kader der Zweitligamannschaft der Wiener, für die er in seiner ersten Saison jedoch nie zum Einsatz kam. Zur Saison 2021/22 wurde er an die drittklassige Reserve des FC Admira Wacker Mödling verliehen. Für die Admira kam er während der Leihe zu 25 Einsätzen in der Regionalliga.
Zur Saison 2022/23 kehrte Holzhacker zu Rapid II zurück. Sein Debüt in der 2. Liga gab er im Juli 2022, als er am ersten Spieltag jener Saison gegen den SK Vorwärts Steyr in der Startelf stand. Für Rapid II kam er bis Saisonende zu 27 Zweitligaeinsätzen, mit dem Team stieg er aber aus der 2. Liga ab. Holzhacker blieb der Liga aber erhalten und wechselte zur Saison 2023/24 zum Grazer AK, bei dem er einen bis Juni 2025 laufenden Vertrag erhielt. Für den GAK kam er zu 19 Zweitligaeinsätzen, ehe er mit dem Team zu Saisonende in die Bundesliga aufstieg. Im Oberhaus kam er bis zur Winterpause der Saison 2024/25 aber nur einmal zum Zug.
Daraufhin kehrte Holzhacker im Jänner 2025 zum Zweitligisten Admira Wacker zurück, für dessen Amateure er bereits in der Saison 2021/22 gespielt hatte.